# Hiệu ứng Hawthorne
Hiệu ứng Hawthorne (Hawthorne effect) là một thuật ngữ chỉ khuynh hướng của một số người làm việc chăm chỉ hơn và đạt hiệu suất tốt hơn khi họ là thành viên của một thí nghiệm. Thuật ngữ này được sử dụng khi nói về những người có thể thay đổi hành vi của bản thân vì sự chú ý họ nhận được từ các nghiên cứu viên chứ không phải do bởi sự tác động thực sự của các biến độc lập trong nghiên cứu. Hiệu ứng Hawthorne đã được thảo luận nhiều trong các sách giáo khoa tâm lý, đặc biệt là những sách thuộc ngành tâm lý học nghề nghiệp – tổ chức.

## Định nghĩa
Hiệu ứng Hawthorne đề cập đến xu hướng ở một số cá nhân thay đổi hành vi của họ để đáp ứng với nhận thức của họ về việc được quan sát. Hiện tượng này ngụ ý rằng khi mọi người nhận thức được rằng họ là đối tượng trong một thí nghiệm, thì sự chú ý mà họ nhận được từ những người làm thí nghiệm có thể khiến họ thay đổi hành vi của mình.

## Thí nghiệm Hawthorne
Hiệu ứng này được mô tả lần đầu tiên vào những năm 1950 bởi nhà nghiên cứu Henry A. Landsberger trong bài phân tích các thí nghiệm được ông tiến hành trong suốt những năm 1920 và 1930. Hiện tượng này được đặt theo tên địa điểm nơi diễn ra các thí nghiệm, công ty Công trình điện tử Miền Tây Hawthorne, tọa lạc ngay bên ngoài thành phố Hawthorne, tiểu bang Illiois.
Công ty điện tử này đã được ủy nhiệm thực hiện một nghiên cứu nhằm xác định xem liệu có mối tương quan nào giữa năng suất và môi trường lao động hay không. Mục tiêu ban đầu của các nghiên cứu này là nhằm kiểm tra ảnh hưởng của nhiều khía cạnh khác nhau trong môi trường công việc, như ánh sáng, thời gian nghỉ giải lao, và thời lượng làm việc hằng ngày lên năng suất lao động của công nhân.
Trong hầu hết các thí nghiệm, trọng tâm của nghiên cứu là xác định liệu việc tăng hoặc giảm lượng ánh sáng chỗ làm có ảnh hưởng lên năng suất lao động của công nhân trong ca làm việc của họ hay không. Năng suất của công nhân có vẻ tăng lên theo sự thay đổi này nhưng lại giảm đi sau khi thí nghiệm kết thúc.
Cái các nhà nghiên cứu trong các nghiên cứu ban đầu phát hiện ra là hầu như mọi thay đổi trong điều kiện thí nghiệm đều làm tăng năng suất lao động. Khi chỗ làm được sáng sủa hơn nhờ đèn nến, năng suất tăng. Trong các bối cảnh thí nghiệm khác, năng suất cũng được cải thiện khi bỏ luôn thời gian nghỉ giải lao và ngày làm việc kéo dài hơn.
Kết quả này gây ngạc nhiên cho nhóm nghiên cứu và lúc đó họ kết luận rằng công nhân thực sự đã đáp ứng lại sự chú ý từ nhóm giám sát viên. Các nhà nghiên cứu cho rằng năng suất tăng là do họ được chú ý chứ không không phải vì sự thay đổi trong các biến nghiên cứu. Landsberger định nghĩa hiệu ứng Hawthorne là một sự cải thiện ngắn hạn trong hiệu suất từ những người công nhân được người khác quan sát.
Các nhà nghiên cứu và ban quản lý đã nhanh chóng hiểu ra kết quả này, nhưng nghiên cứu về sau đã chỉ ra những kết luận ban đầu không truyền tải được ý nghĩa thực sự. Thuật ngữ Hiệu ứng Hawthorne vẫn còn được sử dụng rộng rãi để mô tả sự tăng năng suất của một người khi họ tham gia vào một nghiên cứu, tuy nhiên những nghiên cứu bổ sung vẫn chưa tìm được nhiều bằng chứng ủng hộ hoặc hoàn toàn không thể xác định rõ ràng sự tồn tại của hiệu ứng này.

## Giải thích thay thế
Mặc dù hiệu ứng Hawthorne có thể có ảnh hưởng đến hành vi của người tham gia trong các thí nghiệm, nhưng cũng có thể có các yếu tố khác đóng một vai trò trong những thay đổi này. Một số yếu tố có thể ảnh hưởng đến việc cải thiện năng suất bao gồm:
- Đặc điểm nhu cầu (Demand Characteristics): Trong các thí nghiệm, các nhà nghiên cứu đôi khi hiển thị những manh mối tinh tế cho người tham gia biết những gì họ đang hy vọng tìm thấy. Kết quả là, các đối tượng sẽ thay đổi hành vi của họ để giúp xác nhận giả thuyết của người thí nghiệm .
- Hiệu ứng mới lạ (Novelty effects): Tính mới của việc người thử nghiệm quan sát hành vi cũng có thể đóng một vai trò nào đó. Điều này có thể dẫn đến sự gia tăng hiệu suất và năng suất ban đầu và cuối cùng có thể chững lại khi thử nghiệm tiếp tục.
- Phản hồi về hiệu suất (Performance feedback): Trong các tình huống liên quan đến năng suất của công nhân, sự chú ý của người thử nghiệm tăng lên cũng dẫn đến phản hồi về hiệu suất tăng lên. Phản hồi gia tăng này thực sự có thể dẫn đến cải thiện năng suất[1].